# Pterotracheidae

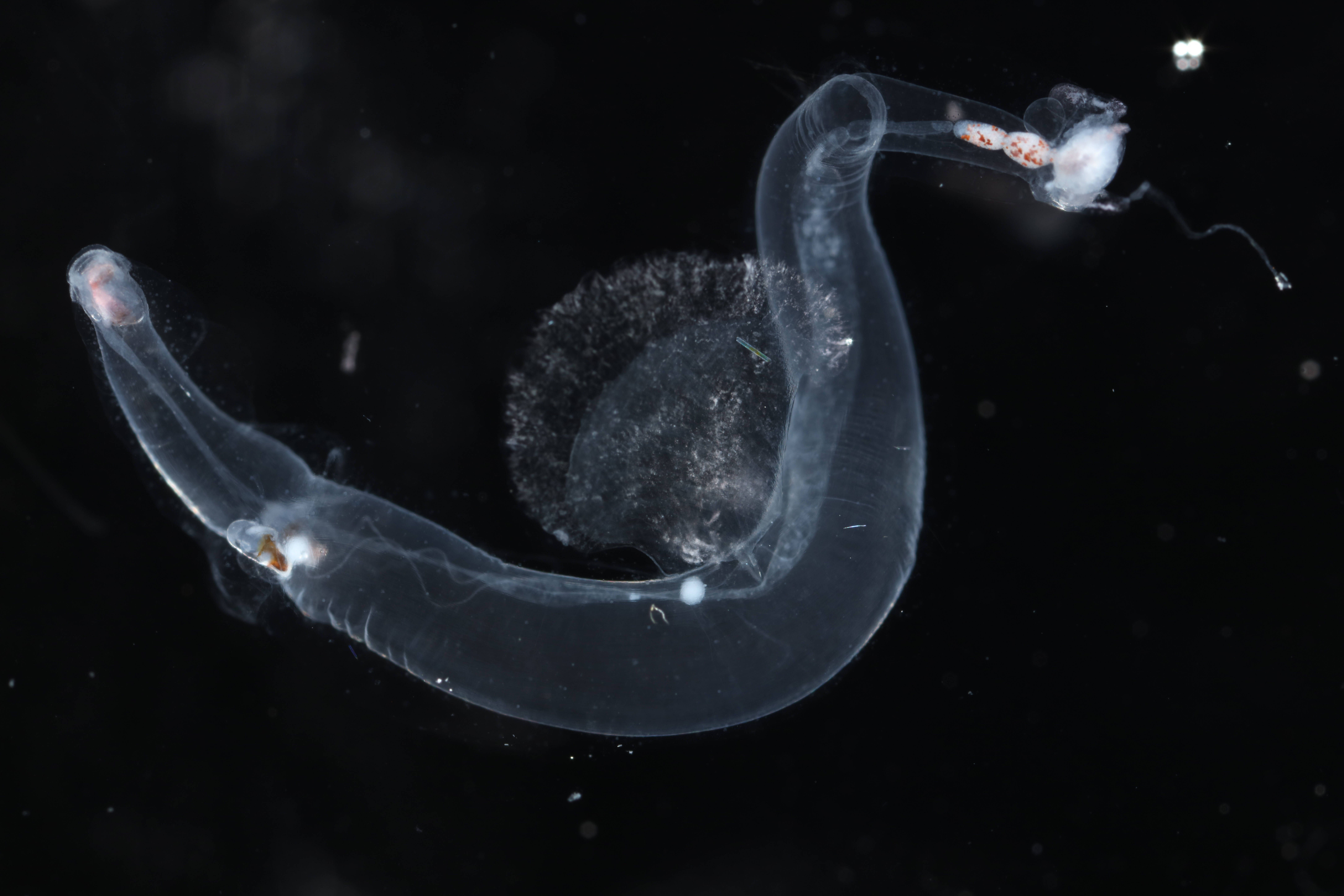
Firoloida desmarestia

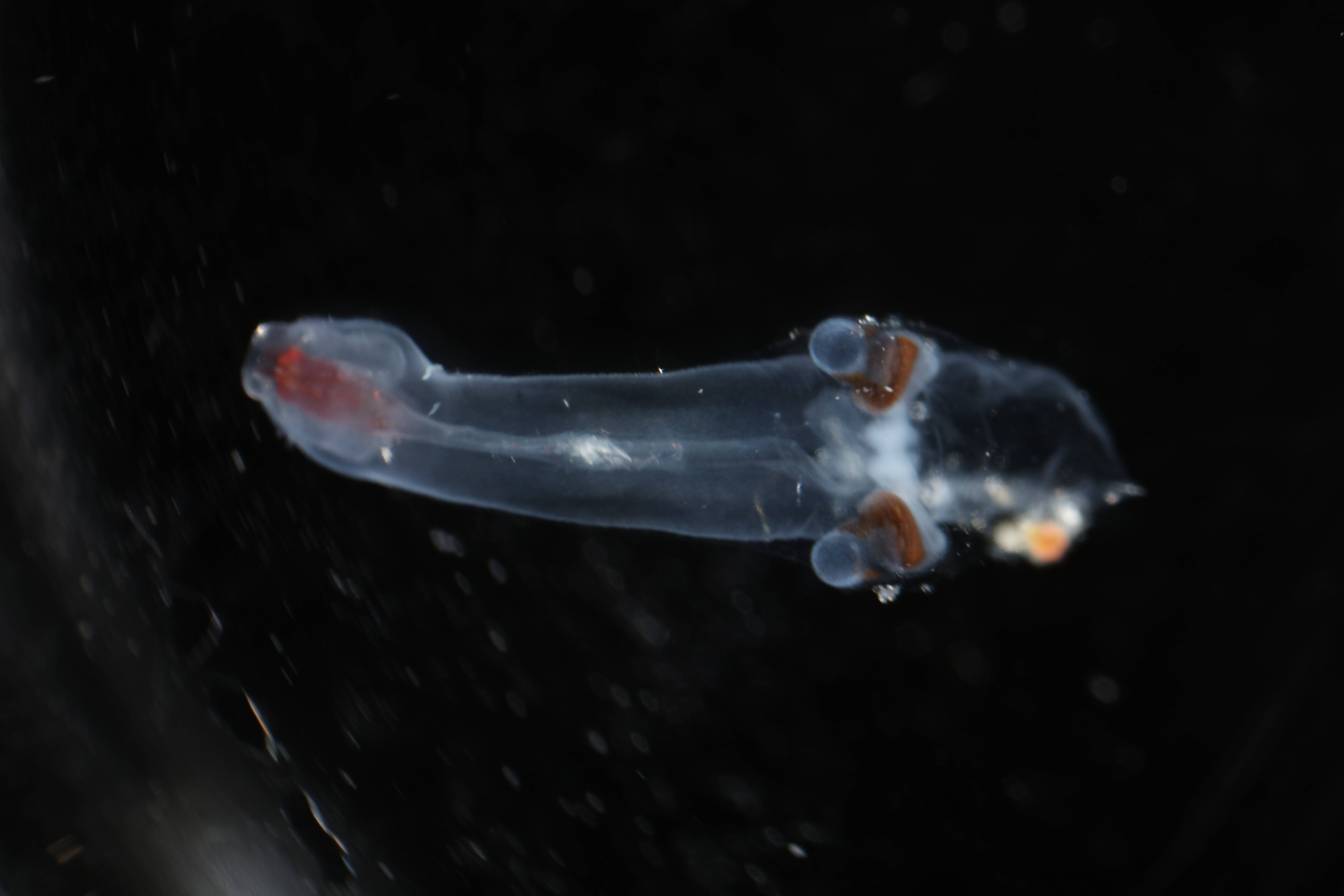
Pterotrachea hippocampus

Pterotracheidae Rafinesque, 1814 è una famiglia di molluschi gasteropodi della sottoclasse Caenogastropoda.

## Descrizione
Tutte le specie di questa famiglia sono prive del guscio, che è presente nello stadio larvale, ma viene eliminato dopo la metamorfosi. Possiedono dei loro corpi allungati e sostanzialmente cilindrici, costituiti da una proboscide, un tronco e una coda. La lunghezza corporea massima registrata è di 38,5 cm (Pterotrachea coronata). La testa è priva di tentacoli anteriori agli occhi, tranne nei maschi di Firoloida demarestia . I visceri sono compattati in un lungo nucleo viscerale cilindrico. La pinna da nuoto è grande, situata circa a metà strada tra le estremità anteriore e posteriore del tronco, e porta una ventosa solo nei maschi.
Gli occhi hanno una forma rettangolare (con una base retinica stretta) o triangolare (con un'ampia base retinica che si curva verso l'alto verso il cristallino). Ad esempio in Pterotrachea coronata gli occhi sono rettangolare,  in Pterotrachea hippocampus gli occhi sono triangolari e stretti, negli esemplari giovani e triangolari e larghi in esemplari adulti.
La Radula è tenioglossa con 24-30 file di denti. Dente rachidiano centrale policuspide con una cuspide centrale prominente fiancheggiata su entrambi i lati da numerose cuspidi corte.
Pterotracheidae sono una famiglia di molluschi carnivori che catturano le loro prede in virtù delle loro capacità visive e natatorie. Per quanto riguarda le capacità visive esse non sono limitate alle acque superficiali ben illuminate, dove le prede sono visibili. Infatti alcune specie si trovano al di sotto dei 200 m di profondità. Ciò suggerisce che alcuni eteropodi possano rilevare la preda in condizioni di scarsa illuminazione o che si nutrano di prede bioluminose. Alcuni studiosi hanno notato che gli etereopodi con occhi molto grandi (es.Pterotrachea coronata e Pterotrachea scutata) si trovano generalmente a profondità maggiori rispetto alle specie con occhi più piccoli.
In tutti gli eteropodi il movimento natatorio avviene tramite la rapida ondulazione dell'unica pinna natatoria, che è tenuta verso l'alto. Pertanto la posizione normale di nuoto in tutte le specie è capovolta con i visceri sottostanti e la pinna ventrale diretta verso la superficie dell'acqua. È stato osservato che alcune specie nuotano normalmente a una velocità di 2-3 cm/sec, ma sono in grado di raggiungere una velocità almeno tre volte superiore in condizioni di pericolo. Pterotracheidae possono nuotare anche all'indietro invertendo in movimento ondulatorio della pinna. Gli pterotracheidi hanno una galleggiabilità neutra.
Gli pterotracheidi sono per lo più epipelagici (dimorano nelle diverse centinaia di metri superiori della colonna d'acqua), sebbene gli intervalli verticali di due specie di Pterotrachea si estendono nella zona mesopelagica.

## Tassonomia
La famiglia è composta da due generi riconosciuti:
- Genere Firoloida Lesueur, 1817
- Genere Pterotrachea Forsskål, 1775